# جیمز دووال
جیمز دووال (انگلیسی: James Duval؛ زادهٔ ۱۰ سپتامبر ۱۹۷۲) بازیگر و نوازنده اهل ایالات متحده آمریکا است. وی از سال ۱۹۹۳ میلادی تاکنون مشغول فعالیت بوده‌است.
از فیلم‌ها یا برنامه‌های تلویزیونی که وی در آن نقش داشته‌است می‌توان به روز استقلال، دانی دارکو، می، سمی، رؤیای آبی، تاچ‌بک و آمریکانا اشاره کرد.